# 2023 (număr)
2023 (două mii douăzeci și trei) este numărul natural care urmează după 2022 și precede pe 2024 într-un șir crescător de numere naturale.

## În matematică
2023:
- Este un număr impar.[1][2]
- Este un număr compus.[3]
- Este un număr deficient.[4][5]
- Suma cifrelor sale este egală cu un divizor 2 + 0 + 2 + 3 = 7, deci este divizibil cu suma cifrelor sale.[6]
- Suma pătratelor cifrelor sale este egală cu un divizor 22 + 02 + 22 + 32 = 4 + 0 + 4 + 9 = 17.
- Concatenarea divizorilor săi formează un număr palindromic (71717).[7]
- Este de forma {\displaystyle 7\times n^{2}} (n = 17),[8] ca urmare este un număr puternic conform primei definiții.[9][10]
- Este un număr heptagonal concentric.[11]
- Este al 408-lea număr Harshad.[12][13]
- Este un număr Harshad divizibil cu suma cifrelor sale.[13]
- Este al doilea din șirul de patru numere Harshad consecutive 2022, 2023, 2024, 2025.[14][15][16]
- Este al 279-lea număr norocos Ulam.[17][18]
- Este un număr care împărțit la suma cifrelor sale este un pătrat.[19]
- Orice sumă de două cifre ale sale consecutive dă un număr prim.[20]
- Este atât un multiplu de 7, cât și suma cifrelor sale este un multiplu de 7.[21][22]
- Este cel mai mic număr dintr-o triadă de numere consecutive divizibile printr-un pătrat.[23]
- Este una dintre soluțiile pozitive n ale ecuației diofantice {\displaystyle n^{2}+(n+17)^{2}=m^{2}} care generează triplete pitagoreice (2023, 2040, 2873).[24]
- Este numărul de pavări pătrate posibile ale unui pătrat de 5 × 5 cu poliominouri în formă de „L” formate din câte trei pătrate.[25]
- În baza 4 este un număr prim.[26]
- În baza 16 este un număr palindromic (7E7).

## În știință

### În astronomie
- 2023 Asaph este un asteroid din centura principală.
- Obiectul NGC 2023 din New General Catalogue este o nebuloasă de reflexie în constelația Orion.[27]